# 귀납적 차원
일반위상수학에서 귀납적 차원(歸納的次元, 영어: inductive dimension)은 어떤 기하학적 대상의 경계의 차원이 전체의 차원보다 1만큼 더 작다는 사실을 기반으로 하는, 위상 공간 위에 정의되는 두 개의 차원 개념이다. 대부분의 경우, 르베그 덮개 차원의 상한과 하한을 정의한다.

## 정의
위상 공간 {\displaystyle X}의 작은 귀납적 차원(영어: small inductive dimension) {\displaystyle \operatorname {ind} X}는 다음 조건을 만족시키는 최소의 정수 {\displaystyle n\in \{-1,0,1,2,\dots \}}이다.
- 임의의 {\displaystyle x\in X} 및 열린 근방 {\displaystyle U\ni x}에 대하여, 다음 조건을 만족시키는 열린 근방 {\displaystyle V\ni x}가 존재한다.
  - {\displaystyle \operatorname {cl} V\subseteq U}
  - {\displaystyle \operatorname {ind} \partial V\leq n-1}

위상 공간 {\displaystyle X}의 큰 귀납적 차원(영어: large inductive dimension) {\displaystyle \operatorname {Ind} X}는 다음 조건을 만족시키는 최소의 정수 {\displaystyle n\in \{-1,0,1,2,\dots \}}이다.
- 임의의 닫힌집합 {\displaystyle C\subseteq X}의 열린 근방 {\displaystyle U\supseteq C}에 대하여, 다음 조건을 만족시키는 열린 근방 {\displaystyle V\supseteq C}가 존재한다.
  - {\displaystyle \operatorname {cl} V\subseteq U}
  - {\displaystyle \operatorname {Ind} \partial V\leq n-1}

공집합의 경우, 아무런 점이 없으므로 자명하게 {\displaystyle \operatorname {ind} \varnothing =-1}이다.

## 성질

### 서로 다른 차원들의 비교
T1 공간 {\displaystyle X} 또는 정칙 공간 {\displaystyle X}의 경우, 모든 점의 폐포가 점의 열린 근방에 다시 포함되므로,
{\displaystyle \operatorname {ind} X\leq \operatorname {Ind} X}
이다.:9, Proposition 2.7
임의의 위상 공간 {\displaystyle X}에 대하여,
{\displaystyle \dim X\leq \operatorname {Ind} X}
이다.:18, Corollary 3.5 여기서 {\displaystyle \dim }은 르베그 덮개 차원이다.
거리화 가능 공간 {\displaystyle X}의 경우,
{\displaystyle \operatorname {ind} X\leq \dim X=\operatorname {Ind} X}
이다.:219, Theorem 10
린델뢰프 공간 {\displaystyle X}의 경우,
{\displaystyle \dim X\leq \operatorname {ind} X}
이다.:27, Proposition 5.3
린델뢰프 완전 정규 공간 {\displaystyle X}:171 또는 완비 파라콤팩트(영어: completely paracompact) 완전 정규 공간 {\displaystyle X}:296, Theorem F2의 경우,
{\displaystyle \dim X\leq \operatorname {ind} X=\operatorname {Ind} X}
이다.
우리손 정리에 따르면, 제2 가산 정칙 공간 {\displaystyle X}의 경우
{\displaystyle \operatorname {ind} X=\dim X=\operatorname {Ind} X}
이다.:51, Theorem 1.7.7

### 부분 집합
위상 공간 {\displaystyle X} 및 부분 집합 {\displaystyle Y\subseteq X}에 대하여,
{\displaystyle \operatorname {ind} Y\leq \operatorname {ind} X}
이다.:8, Proposition 2.3 만약 추가로 {\displaystyle Y}가 닫힌집합이거나,:9, Proposition 2.6 {\displaystyle X}가 완전 정규 공간이라면,:21, Corollary 3.13
{\displaystyle \operatorname {Ind} Y\leq \operatorname {Ind} X}
이다.

### 합집합
완비 정규 공간 {\displaystyle X} 및 부분 집합 {\displaystyle Y,Z\subseteq X}에 대하여, 만약 {\displaystyle X=Y\cup Z}라면,
{\displaystyle \operatorname {ind} X\leq \operatorname {ind} Y+\operatorname {ind} Z+1}
{\displaystyle \operatorname {Ind} X\leq \operatorname {Ind} Y+\operatorname {Ind} Z+1}
이다.:2203, 2206 이를 작은·큰 귀납적 차원에 대한 우리손 부등식이라고 한다.
위상 공간 {\displaystyle X} 및 닫힌집합 {\displaystyle Y,Z\subseteq X}에 대하여, 만약 {\displaystyle X=Y\cup Z}라면,
{\displaystyle \operatorname {ind} X\leq \max\{\operatorname {ind} Y,\operatorname {ind} Z\}+1}
이다.:2203, (1) 만약 추가로 {\displaystyle X}가 정규 공간이라면,
{\displaystyle \operatorname {Ind} X\leq \operatorname {Ind} Y+\operatorname {Ind} Z}
이다.:2206

### 곱공간
제2 가산 정칙 공간 {\displaystyle X,Y}의 경우, 귀납적 차원이 르베그 덮개 차원과 일치하므로
{\displaystyle \operatorname {ind} (X\times Y)\leq \operatorname {ind} (X)+\operatorname {ind} (Y)}
{\displaystyle \operatorname {Ind} (X\times Y)\leq \operatorname {Ind} (X)+\operatorname {Ind} (Y)}
이다.
위상 공간 {\displaystyle X,Y}가 다음 두 조건을 만족시킨다고 하자.
- 임의의 닫힌집합 {\displaystyle A,B\subseteq X}에 대하여, {\displaystyle \operatorname {ind} (A\cup B)\leq \max\{\operatorname {ind} A,\operatorname {ind} B\}}
- 임의의 닫힌집합 {\displaystyle A,B\subseteq Y}에 대하여, {\displaystyle \operatorname {ind} (A\cup B)\leq \max\{\operatorname {ind} A,\operatorname {ind} B\}}

그렇다면,
{\displaystyle \operatorname {ind} (X\times Y)\leq \operatorname {ind} X+\operatorname {ind} Y}
이다.:2203, (2) 작은 귀납적 차원이 0 이하인 공간은 위 합집합 조건을 자명하게 만족시킨다. 그러나, 1차원 이상의 공간이 위 조건을 만족하기는 매우 ‘어렵다’. 예를 들어, 위 조건을 만족시키지 않는 거리화 가능 공간이 존재하며,:Chapter 20 위 조건을 만족시키지 않는 콤팩트 하우스도르프 공간이 존재한다.:Chapter 14
위상 공간 {\displaystyle X,Y}에 대하여, 만약 {\displaystyle \operatorname {ind} X=0}이라면,
{\displaystyle \operatorname {ind} (X\times Y)=\operatorname {ind} Y}
이다.:12, Exercise 2.27
콤팩트 하우스도르프 공간 {\displaystyle X,Y}에 대하여, 만약 {\displaystyle \operatorname {Ind} X=0}이라면,
{\displaystyle \operatorname {Ind} (X\times Y)\leq \operatorname {Ind} Y}
이다.
위상 공간들의 집합 {\displaystyle \{X_{i}\}_{i\in I}} 및 곱공간
{\displaystyle X=\prod _{i\in I}X_{i}}
에 대하여, 만약 모든 {\displaystyle i\in I}에 대하여 {\displaystyle \operatorname {ind} X_{i}=0}이라면, {\displaystyle \operatorname {ind} X=0}이다.:12, Exercise 2.28

### 스톤-체흐 콤팩트화
정규 하우스도르프 공간 {\displaystyle X} 및 그 스톤-체흐 콤팩트화 {\displaystyle \beta X}에 대하여,
{\displaystyle \operatorname {Ind} X=\operatorname {Ind} \beta X}
이다.:137, Theorem 2.2.10

### 0차원
경계가 공집합일 필요충분조건은 열린닫힌집합인 것이다. 따라서, 위상 공간 {\displaystyle X}에 대하여, 다음 두 조건이 서로 동치이다.
- {\displaystyle \operatorname {ind} X=0}
- {\displaystyle X}는 열린닫힌집합들로 구성된 기저를 갖는다.

위상 공간 {\displaystyle X}에 대하여, 다음 두 조건이 서로 동치이다.:10, Proposition 2.9
- {\displaystyle \dim X=0}
- {\displaystyle \operatorname {Ind} X=0}

위상 공간 {\displaystyle X}에 대하여, 다음과 같은 함의 관계들이 성립한다.
- 만약 {\displaystyle \operatorname {ind} X=0}이라면, {\displaystyle X}는 완비 정칙 공간이다.
- 만약 {\displaystyle \operatorname {ind} X=0}이며, {\displaystyle X}가 콜모고로프 공간이라면, {\displaystyle X}는 완전 분리 공간이자 티호노프 공간이다.
- 반대로, 만약 {\displaystyle X}가 완전 분리 공간이자 국소 콤팩트 하우스도르프 공간이라면, {\displaystyle \operatorname {ind} X=0}이다.[6]:362, Theorem 6.2.9
- 만약 {\displaystyle \dim X=0}이라면, {\displaystyle X}는 정규 공간이다.
- 만약 {\displaystyle \dim X=0}이며, {\displaystyle X}가 T1 공간이거나 정칙 공간이라면, {\displaystyle \operatorname {ind} X=0}이다.
- 반대로, 만약 {\displaystyle \operatorname {ind} X=0}이며, {\displaystyle X}가 린델뢰프 공간 {\displaystyle X}이라면, {\displaystyle \dim X=0}이다.

국소 콤팩트 하우스도르프 공간 {\displaystyle X}에 대하여, 다음 두 조건이 서로 동치이다.:362, Theorem 6.2.9
- {\displaystyle \operatorname {ind} X=0}
- 완전 분리 공간이다.

국소 콤팩트 파라콤팩트 하우스도르프 공간 {\displaystyle X}이 주어졌을 때, {\displaystyle X}는 항상 서로소 린델뢰프 열린닫힌집합들의 합집합이다. 따라서, {\displaystyle X}에 대하여 다음 세 조건이 서로 동치이다.:362, Theorem 6.2.10
- 완전 분리 공간이다.
- {\displaystyle \operatorname {ind} X=0}
- {\displaystyle \dim X=0}

작은 귀납적 차원이 0인 위상 공간은 흔히 0차원 공간(零次元空間, 영어: zero-dimensional space)이라고 한다. 르베그 덮개 차원이 0인 위상 공간은 흔히 강한 0차원 공간(强-零次元空間, 영어: strongly zero-dimensional space)이라고 부른다. 일부 문헌은 0차원 공간의 정의에서 T1 조건을 추가로 가정하고, 강한 0차원 공간의 정의에 티호노프 조건을 추가한다.

### 매장
T1 공간 {\displaystyle X}에 대하여, 다음 두 조건이 서로 동치이다.:363, Theorem 6.2.16:323, §f-6
- {\displaystyle \operatorname {ind} X=0}
- 두 점 이산 공간의 곱공간 {\displaystyle \{0,1\}^{\operatorname {Clopen} (X)}}의 부분 집합과 위상 동형이다. (여기서 {\displaystyle \operatorname {Clopen} (X)}는 열린닫힌집합들의 집합이다.)

이 경우, 곱공간으로의 매장은 다음과 같이 잡을 수 있다.
{\displaystyle \mu \colon X\to \{0,1\}^{\operatorname {Clopen} (X)}}
{\displaystyle \mu (x)_{U}={\begin{cases}1&x\in U\\0&x\not \in U\end{cases}}}
모든 0차원 제2 가산 정칙 하우스도르프 공간은 실수들의 집합과 위상 동형이다. 구체적으로, 제2 가산 정칙 하우스도르프 공간(=분해 가능 거리화 가능 공간) {\displaystyle X}에 대하여, 다음 세 조건이 서로 동치이다.:20, Theorem 1.3.15
- {\displaystyle \operatorname {ind} X=0}
- {\displaystyle X}는 칸토어 집합 {\displaystyle C\cong \{0,1\}^{\aleph _{0}}}의 부분 집합과 위상 동형이다.
- {\displaystyle X}는 무리수 집합 {\displaystyle \mathbb {R} \setminus \mathbb {Q} \cong \mathbb {N} ^{\aleph _{0}}}의 부분 집합과 위상 동형이다.

실수들의 집합 {\displaystyle X\subseteq \mathbb {R} }에 대하여, 다음 두 조건이 서로 동치이다.
- {\displaystyle \operatorname {ind} X=0}
- (둘 이상의 점을 갖는) 구간을 포함하지 않는다.

뇌벨링-폰트랴긴 정리에 따르면, 제2 가산 정칙 하우스도르프 공간 {\displaystyle X}에 대하여, 다음 두 조건이 서로 동치이다.
- {\displaystyle \operatorname {ind} X<\infty }
- {\displaystyle X}는 유클리드 공간의 부분 집합과 위상 동형이다.

사실, 모든 {\displaystyle n}차원 이하의 제2 가산 정칙 하우스도르프 공간은 {\displaystyle (2n+1)}차원 유클리드 공간 {\displaystyle \mathbb {R} ^{2n+1}}에 매장할 수 있다. 구체적으로, 제2 가산 정칙 하우스도르프 공간 {\displaystyle X}에 대하여, 다음 두 조건이 서로 동치이다.:95, Theorem 1.11.5
- {\displaystyle \operatorname {ind} X\leq n}
- {\displaystyle X}는 {\displaystyle \{x\in \mathbb {R} ^{2n+1}\colon |\{i\colon x_{i}\in \mathbb {Q} \}|\leq n\}}의 부분 집합과 위상 동형이다.

## 예
위상 공간 {\displaystyle X}에 대하여, 다음 조건들이 동치이다.
- {\displaystyle \operatorname {ind} X=-1}
- {\displaystyle \dim X=-1}
- {\displaystyle \operatorname {Ind} X=-1}
- {\displaystyle X=\varnothing }

유클리드 공간, 단체, 초구의 작은·큰 귀납적 차원은 통상적인 차원과 일치한다.
{\displaystyle \operatorname {ind} \mathbb {R} ^{n}=\dim \mathbb {R} ^{n}=\operatorname {Ind} \mathbb {R} ^{n}=n}
{\displaystyle \operatorname {ind} \Delta _{n}=\dim \Delta _{n}=\operatorname {Ind} \Delta _{n}=n}
{\displaystyle \operatorname {ind} \mathbb {S} ^{n}=\dim \mathbb {S} ^{n}=\operatorname {Ind} \mathbb {S} ^{n}=n}
보다 일반적으로, 임의의 {\displaystyle n}차원 다양체의 작은·큰 귀납적 차원 및 르베그 덮개 차원은 {\displaystyle n}이다.
{\displaystyle [0,1]^{\aleph _{0}}}의 작은·큰 귀납적 차원은 {\displaystyle \infty }이다.
{\displaystyle \operatorname {ind} [0,1]^{\aleph _{0}}=\dim[0,1]^{\aleph _{0}}=\operatorname {Ind} [0,1]^{\aleph _{0}}=\infty }
조르겐프라이 직선 {\displaystyle S} 및 조르겐프라이 평면 {\displaystyle S\times S}의 작은·큰 귀납적 차원은 0이다.:2 조르겐프라이 직선의 르베그 덮개 차원은 0이지만, 조르겐프라이 평면의 르베그 덮개 차원은 무한하다.:2, Theorem 1
{\displaystyle \operatorname {ind} S=\dim S=\operatorname {Ind} S=\operatorname {ind} S\times S=\operatorname {Ind} S\times S=0}
{\displaystyle \dim S\times S=\infty }
이산 공간과 모든 비이산 공간의 작은·큰 귀납적 차원 및 르베그 덮개 차원은 0 이하이다. 시에르핀스키 공간의 르베그 덮개 차원과 큰 귀납적 차원은 0이지만, (정칙 공간이 아니므로) 작은 귀납적 차원은 무한하다.
거리화 가능 공간 {\displaystyle X}에 대하여, 만약
{\displaystyle |X|<2^{\aleph _{0}}}
라면, {\displaystyle \operatorname {ind} X=0}이다.
증명:
임의의 점 {\displaystyle x\in X} 및 열린 근방 {\displaystyle U\ni x}가 주어졌다고 하자.
{\displaystyle \operatorname {ball} (x,r)\subseteq U}
인 {\displaystyle r>0}을 잡자. {\displaystyle |X|<2^{\aleph _{0}}}이므로,
{\displaystyle d(x,y)\neq s\forall y\in X}
인 {\displaystyle 0<s<r}이 존재한다. 따라서,
{\displaystyle \partial \operatorname {ball} (x,s)=\{y\in X\colon d(x,y)=s\}=\varnothing }
이다.
순서 위상을 가한 전순서 집합 {\displaystyle (X,\leq )}의 작은 귀납적 차원은 1 이하이다.:12, Exercise 2.24
{\displaystyle \operatorname {ind} X\leq 1}

## 참고 문헌
1. 1 2 3 4 5 6 7 8 9 10 11 12 13  Charalambous, Michael G. (2019). 《Dimension theory. A selection of theorems and counterexamples》. Atlantis Studies in Mathematics (영어) 7. Cham: Springer. doi:10.1007/978-3-030-22232-1. ISBN 978-3-030-22231-4. ISSN 1875-7634. MR 3970309. Zbl 1471.54001.
2. ↑  Ostrand, Phillip A. (1971). “Covering dimension in general spaces”. 《General Topology and its Applications》 (영어) 1 (3): 209–221. doi:10.1016/0016-660X(71)90093-6. ISSN 0016-660X. MR 0288741. Zbl 0232.54044.
3. ↑  Chatyrko, Vitalij A.; Hattori, Yasunao (2003). “Around the equality {\displaystyle \operatorname {ind} X=\operatorname {Ind} X} towards a unifying theorem”. 《Topology and its Applications》 (영어) 131 (3): 295–302. doi:10.1016/S0166-8641(02)00358-9. ISSN 0166-8641. MR 1983085. Zbl 1030.54023.
4. 1 2 3 4  Engelking, Ryszard (1995). 《Theory of dimensions finite and infinite》. Sigma Series in Pure Mathematics (영어) 10. Heldermann Verlag: Lemgo. ISBN 3-88538-010-2. MR 1363947. Zbl 0872.54002.
5. 1 2 3 4  Chatyrko, Vitalij A.; Hattori, Yasunao (2008). “Addition and product theorems for ind”. 《Topology and its Applications》 (영어) 155 (17–18): 2202–2210. doi:10.1016/j.topol.2007.05.028. ISSN 0166-8641. MR 2458005. Zbl 1161.54017.
6. 1 2 3 4  Engelking, Ryszard (1989). 《General topology》. Sigma Series in Pure Mathematics (영어) 6 개정 완결판. Berlin: Heldermann Verlag. ISBN 3-88538-006-4. MR 1039321. Zbl 0684.54001.
7. ↑  Hart, Klaas Pieter; Nagata, Jun-iti; Vaughan, Jerry E., 편집. (2004). 《Encyclopedia of general topology》 (영어). Amsterdam: Elsevier. ISBN 0-444-50355-2. MR 2049453. Zbl 1059.54001.
8. 1 2  Sipacheva, Ol'ga (2021). “The covering dimension of the Sorgenfrey plane” (영어). arXiv:2110.08867. doi:10.48550/arXiv.2110.08867. arXiv 인용에서 지원되지 않는 변수를 사용함 (도움말)

## 같이 보기
- 르베그 덮개 차원